# ایرمترود مورگنر
ایرمترود مورگنر (۲۲ اوت ۱۹۳۳ – ۶ مه ۱۹۹۰) نویسنده آلمانی بود که بیشتر به خاطر آثار رئالیسم جادویی شناخته می‌شد که عمدتاً به نقش جنسیت در جامعه آلمان شرقی می‌پرداخت. مورگنر علاوه بر نوشتن رمان، مقالات و داستان‌های کوتاه نیز می‌نوشت و به عنوان نویسنده‌ای متعهد و خلاق شناخته می‌شد. آثار او نه تنها در آلمان شرقی بلکه در سراسر جهان تأثیرگذار بوده و همچنان مورد توجه قرار می‌گیرند.

## زندگی
ایرمترود مورگنر در سال ۱۹۳۳ در کمنیتس به دنیا آمد. او در خانواده‌ای با پیشینه صنعتی به دنیا آمد پدر او یک لوکوموتیوران بود. او در سال ۱۹۵۲ دیپلم خود را گرفت، سپس تا سال ۱۹۵۶ جرمانستیک (نقد آلمانی) و نقد ادبی را در لایپزیگ خواند. او تا سال ۱۹۵۸ برای مجله ادبیات جدید آلمانی(مجله‌ای که به دلیل مواجهه با سیاست فرهنگی آلمان شرقی معروف بود) کار کرد، پس از آن به عنوان نویسنده آزاد زندگی کرد.
اولین ازدواج مورگنر با یوآخیم شرک بود که بعدها ویراستار در انتشارات آوفبائو-ورلاگ شد. او در سال ۱۹۶۷ پسری به دنیا آورد. مورگنر و شرک در سال ۱۹۷۰ طلاق گرفتند. او دوباره در سال ۱۹۷۲ با پل وینس، شاعر و نویسنده همکار ازدواج کرد. وینس، مانند بسیاری از هزاران نفر در آلمان شرقی، کارمند غیررسمی اشتازی بود و در طول ازدواجشان به مورگنر اطلاع می‌داد. آنها در سال ۱۹۷۷ طلاق گرفتند.
او مقاله‌ای با عنوان «اختراع بلعیدن گفتار توسط جادوگر ویلمما» را به مجموعهٔ جنبش زنان جهانی: مجموعه مقالات جنبش زنان بین‌المللی، که توسط رابین مورگان ویرایش شده بود، در سال ۱۹۸۴ افزود.
در سال‌های پایانی زندگی خود، مورگنر با بیماری سرطان مبارزه می‌کرد و نتوانست همه پروژه‌های خود را به پایان برساند. او چندین عمل جراحی را در اواخر دهه ۱۹۸۰ انجام داد. اما در نهایت در ۶ مه ۱۹۹۰ درگذشت، ولی آثار او همچنان در دنیای ادبیات به یادگار مانده است.

## اثر
پس از تولید تعداد زیادی از آثار نسبتاً متعارف رئالیسم سوسیالیستی، او در سال ۱۹۶۸ با رمان ازدواج در قسطنطنیه به درجه بالاتری از معروفیت و موفقیت دست یافت. این اثر، ترکیبی از واقع‌گرایی و فانتزی با موضوعات فمینیستی بود که یک پیشرفت تازه در ادبیات آلمان شرقی محسوب می‌شد. در حالی که آثار او به‌طور کلی به موضوع جنسیت می‌پردازد، مورگنر به مسائل دیگر در جامعه آلمان شرقی نیز اشاره می‌کند. او به وضوح اثر خفه کننده سانسور بر ادبیات تحت رژیم را طنزپردازی می‌کند، سانسوری که خودش اغلب از آن رنج می‌برد. در حالی که برنده جوایز قابل توجهی در آلمان شرقی بود، او نیز تحت نظارت بود و آثارش به شدت ویرایش می‌شدند و اغلب رد می‌شدند.
شاهکار او ممکن است زندگی و ماجراهای تروبادورا بئاتریز از طریق گزارش‌های مینیسترش لورا باشد. این رمان 'رمانی در سیزده کتاب و هفت میان‌پرده' است که می‌توان آن را به عنوان رمان نامه‌نگارانه در نظر گرفت زیرا شامل (به جز روایت مستقیم) شعرهای عاشقانه، کد مورس، تبادل مکاتبات و رونوشت‌ها است. 'میان‌پرده‌ها' از رومبا برای پاییز، رمانی که قبلاً در سال ۱۹۶۵ توسط سانسور رد شده بود، ایجاد شد. همراه با دنباله آن آماندا. رمان جادوگری، زندگی و ماجراهای تروبادورا بئاتریز… قرار بود یک سه‌گانه باشد که بر 'لورا (آماندا) سلمان' متمرکز بود.
در سال‌های پایانی زندگی‌اش، سرطان تا حدودی بهره‌وری او را مختل کرد و او هرگز نتوانست سه‌گانه «سلمان» را تکمیل کند. بخش‌هایی از رمان سوم بعدها پس از مرگش به عنوان وصیت‌نامه قهرمانانه منتشر شدند.

## آثار
- علامت برای سفر. برلین، ۱۹۵۹
- خانه‌ای در کنار شهر. برلین، ۱۹۶۲
- ازدواج در قسطنطنیه. برلین، ۱۹۶۸
- افسانه جادوگر. برلین، ۱۹۷۰
- سفرهای شگفت‌انگیز گوستاو جهانگرد. برلین، ۱۹۷۲
- زندگی و ماجراهای تروبادورا بئاتریز از طریق گزارش‌های مینیسترش لورا. برلین، ۱۹۷۴
  - زندگی و ماجراهای تروبادورا بئاتریز از طریق گزارش‌های مینیسترش لورا (ترجمه شده توسط جنت کلوزن). نبراسکا، ۲۰۰۰
- تبادل جنسیت (با سارا کیرش و کریستا ولف). دارمشتات، ۱۹۸۰
- آماندا. رمان جادوگری. برلین، ۱۹۸۳
- جادوگر در کلبه (با اریکا پدرتی). زوریخ، ۱۹۸۴
- زیبا و دیو. لایپزیگ، ۱۹۹۱
- رومبا برای پاییز. هامبورگ، ۱۹۹۲
- وصیت‌نامه قهرمانانه. مونیخ، ۱۹۹۸
- داستان‌ها. برلین، ۲۰۰۶